# Tacit
Gaius – sau Publius – Cornelius Tacitus (n. 54 d.Hr. – d. 120 d.Hr.) a fost un om politic și unul din cei mai importanți istorici romani, considerat părintele istoriografiei latine. Se cunosc puține amănunte din viața lui. Tot ce se știe despre Tacit provine fie din scrierile lui sau din scrisorile lui Pliniu cel Tânăr, bunul său prieten. Familia sa provenea probabil din provincia romană Gallia Cisalpina sau Gallia Narbonensis. În timpul împăratului Vespasian, Tacit a început cariera politică tipică a unui senator (cursus honorum), în anul 79 d.Hr. a avut funcția de Questor, în 88 era Pretor, pentru a deveni în anul 97 Consul și în 112-113 Proconsul al provinciei Asia (Asia Mică de astăzi). În ultimele două decenii ale vieții și-a început activitatea literară și istorică, iar operele sale au devenit publice după sfârșitul domniei lui Domițian.

## Opera
Tacit a creat o operă extinsă, din care se păstrează cinci lucrări atribuite lui (și acestea conținând lacune), cele mai importante dintre ele fiind „Analele” (Annales) și „Istoriile” (Historiae). Lista lor cuprinde, în ordinea aproximativă a anului publicării:
- 98: De vita et moribus Iulii Agricolae („Despre viața și moravurile lui Iulius Agricola”, „Biografia lui Agricola”, sau „Agricola”);
- 98: De origine et situ Germanorum („Despre originea și țara germanilor” sau „Germania”);
- 102: Dialogus de oratoribus („Dialog despre oratori”);
- 100-1010: Historiae („Istorii”);
- 117: Ab excessu divi Augusti sau Annales („Anale”).

Tacit a fost un talentat orator politic al epocii sale și a dedicat artei oratoriei, avându-l ca exemplu pe Marcus Tullius Cicero, opera Dialogus de oratoribus, „Dialog despre oratori”.
Sub împăratul Nerva își începe activitatea de istoric și publică, în anul 98 d.Hr., prima sa operă, De vita Iulii Agricolae ("Viața lui Iulius Agricola"), referindu-se la generalul Gnaeus Iulius Agricola, socrul său, cu care ocazie face o descriere a geografiei Britaniei. A doua din seria așa-ziselor opere minore ale lui Tacit este De origine et situ Germanorum ("Despre originea și locurile germanilor"), sau, pe scurt, Germania, apărută în același an.

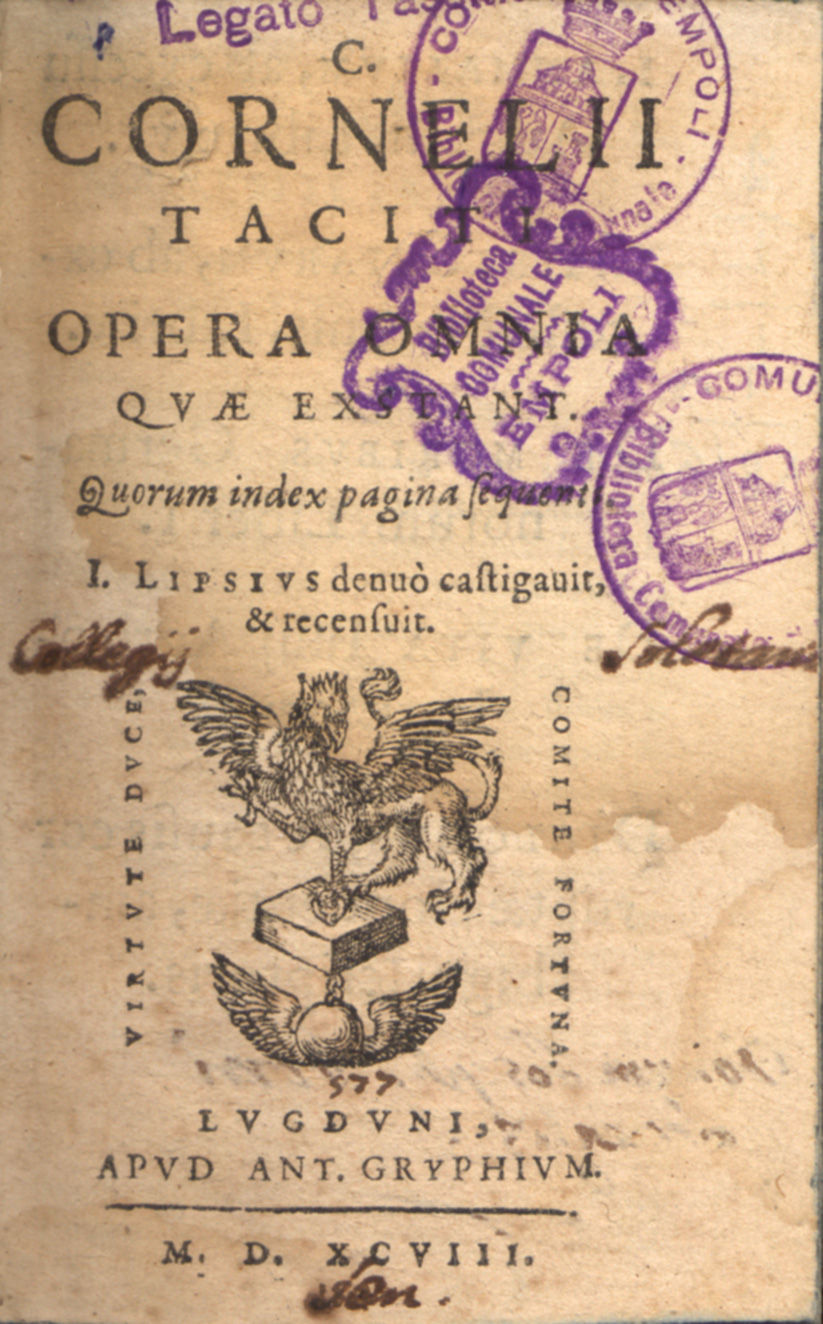
Pagina de titlu a unei ediții complete a operelor lui Tacit din 1598 - Bibliotheca Communale, Empoli

Historiae (scrisă și publicată cândva între 100 - poate 104-106 - și 109-110) este prima dintre operele majore de istorie ale lui Tacit și tratează istoria romană începând cu anul 69, anul morții împăratului Galba, succesorul lui Nero, până la uciderea împăratului Domițian, în anul 96. Din cele 14 cărți s-au păstrat numai primele patru și începutul celei de a cincea, acoperind anii 69 și 70 (sfârșitul domniei lui Galba și cele trei care i-au urmat în anul celor patru împărați, și doar începutul domniei lui Vespasian, inclusiv  distrugerea Ierusalimului de către Titus).
În Annales, cu titlul original Ab excessu divi Augusti ("De la moartea divinului Augustus"), era descrisă istoria împăraților din dinastia iuliană, începând cu moartea lui  Augustus și domnia lui Tiberiu, și încheindu-se cu moartea lui Nero, timp cuprins între anii 14 și 68. Opera era alcătuită inițial din 16 cărți, din care s-au păstrat ceva mai mult de noua, tratând împreună epoca lui Tiberiu și, parțial, domniile lui Claudiu și Nero: primele patru și ultimile cinci cărți, precum și fragmente din încă trei (cărțile 5, 6 și 11). În legătură cu Nero, Tacit ne oferă una din cele mai timpurii mențiuni antice noncreștine despre Isus, pe care îl numește Christus, confundând titlul cu numele, pomenind executarea sa de către procuratorul Ponțiu Pilat în provincia Iudeea. Tacit dovedește că în vremea sa la Roma se făcea deja distincție între evrei și creștini, cei din urmă fiind numiți de el în mod bizar Chrestianos, cu e, și pe care îi califică drept aderenți ai unui cult distructiv sau fatal (exitiabilis superstitio).

## Caracterul istoriografiei lui Tacit
Importanța lui Tacit ca istoric constă în pătrunderea psihologică a calităților interioare ale personalităților și în descrierea plină de strălucire a caracterelor. Stilul său se caracterizează printr-o abilă combinație între conciziune și exprimare colorată. Tacit era un partizan al idealurilor republicane și critic înverșunat al decăderii politice și morale din perioada imperială. Deși deviza sa pentru istorie era sine ira et studio ("fără ură și părtinire"), deci recomandarea unei descrieri obiective a evenimentelor ca "martor al bunurilor prezente" (testimonium praesentium bonorum), Tacit nu s-a putut sustrage tentației de a fi în același timp un critic aspru al moravurilor. Un exemplu constă în caracterizarea părtinitoare a împăratului Tiberius. Opera sa istorică are un caracter descriptiv-moralizator, ajungând la o concluzie pesimistă, întrucât purtătorii virtuților republicane romane devin victime ale tiranilor, iar restul cetățenilor sunt căzuți într-o stare de letargie.